# Skalná
Skalná (bis 1950 Vildštejn, deutsch Wildstein) ist eine Stadt im Karlovarský kraj in Tschechien.

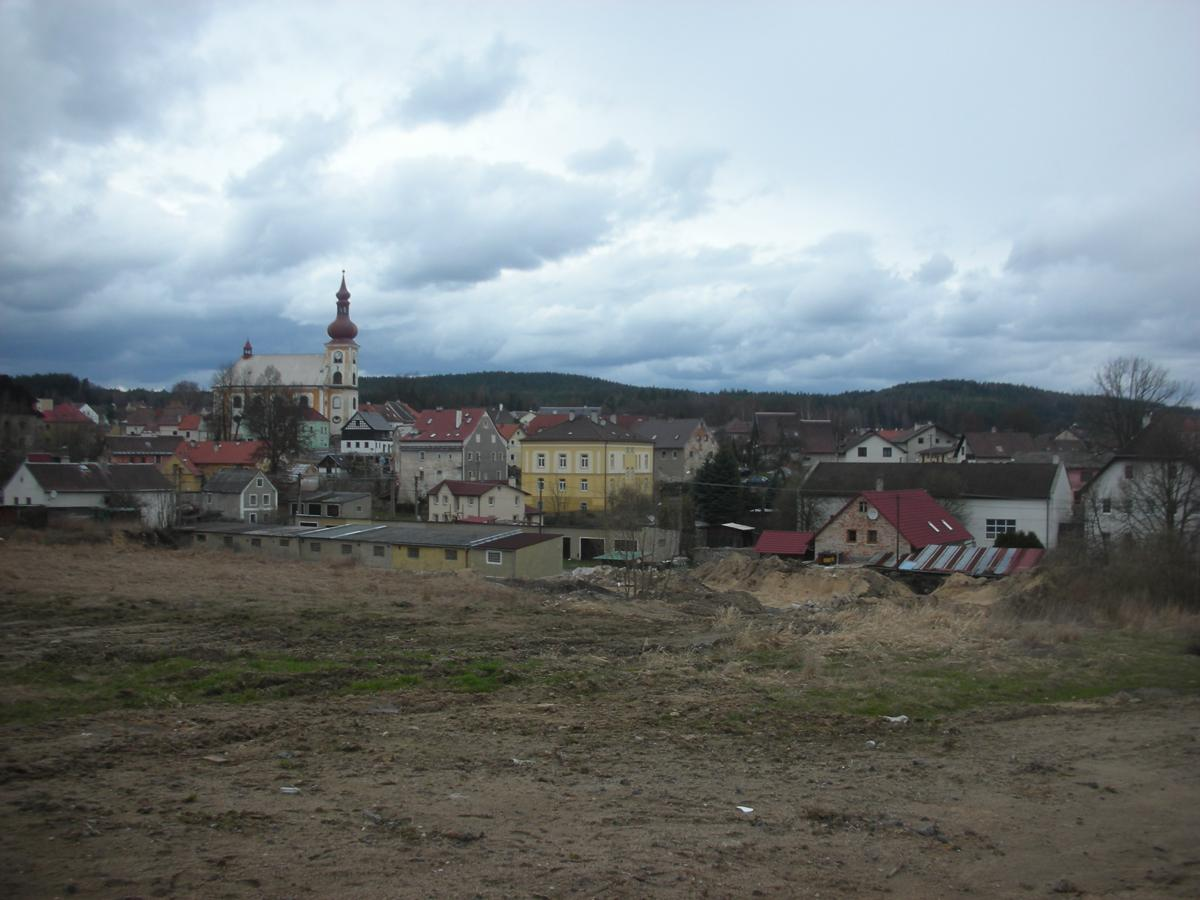
Stadtpanorama

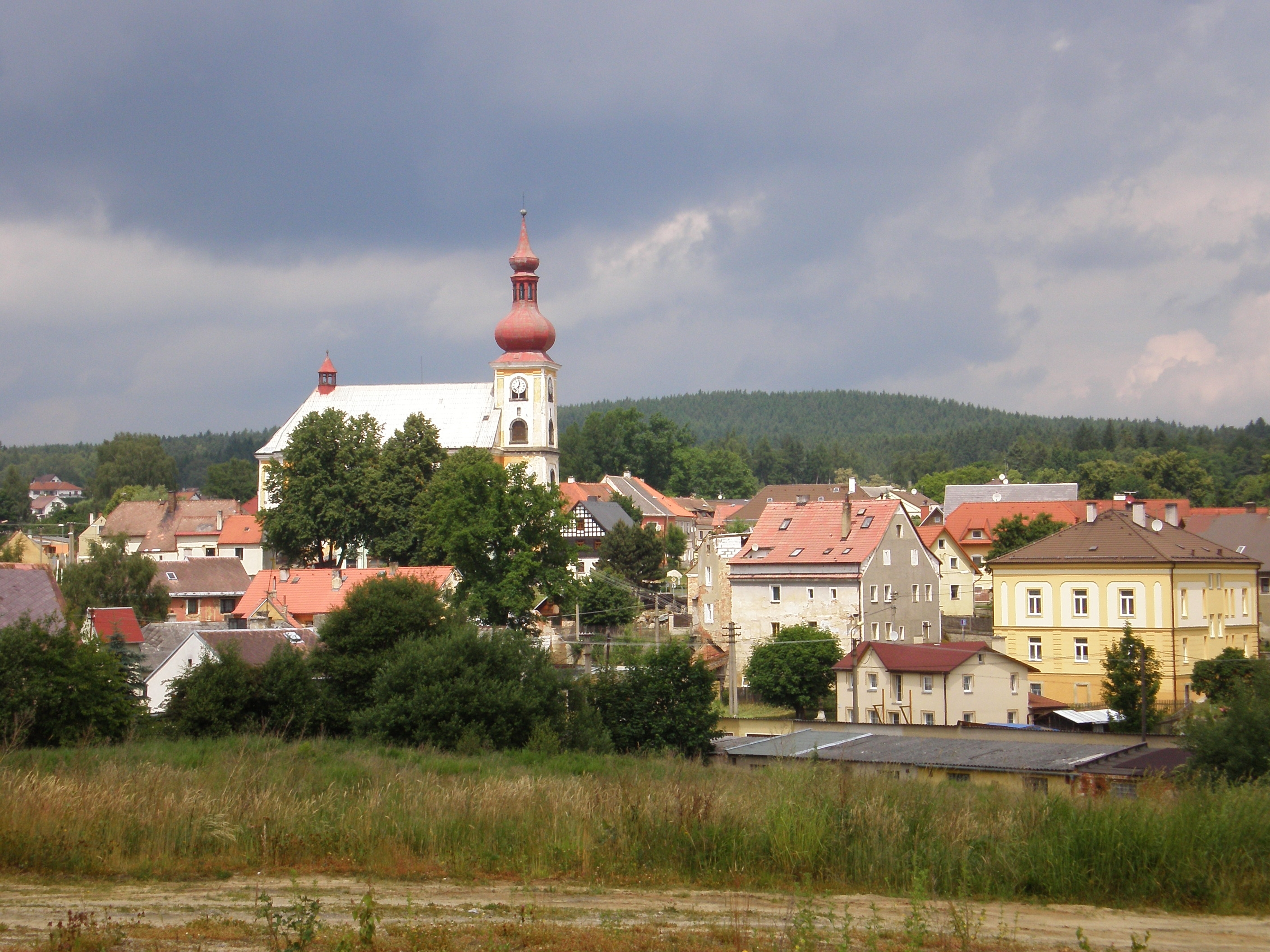
Stadtkern mit der Stadtkirche

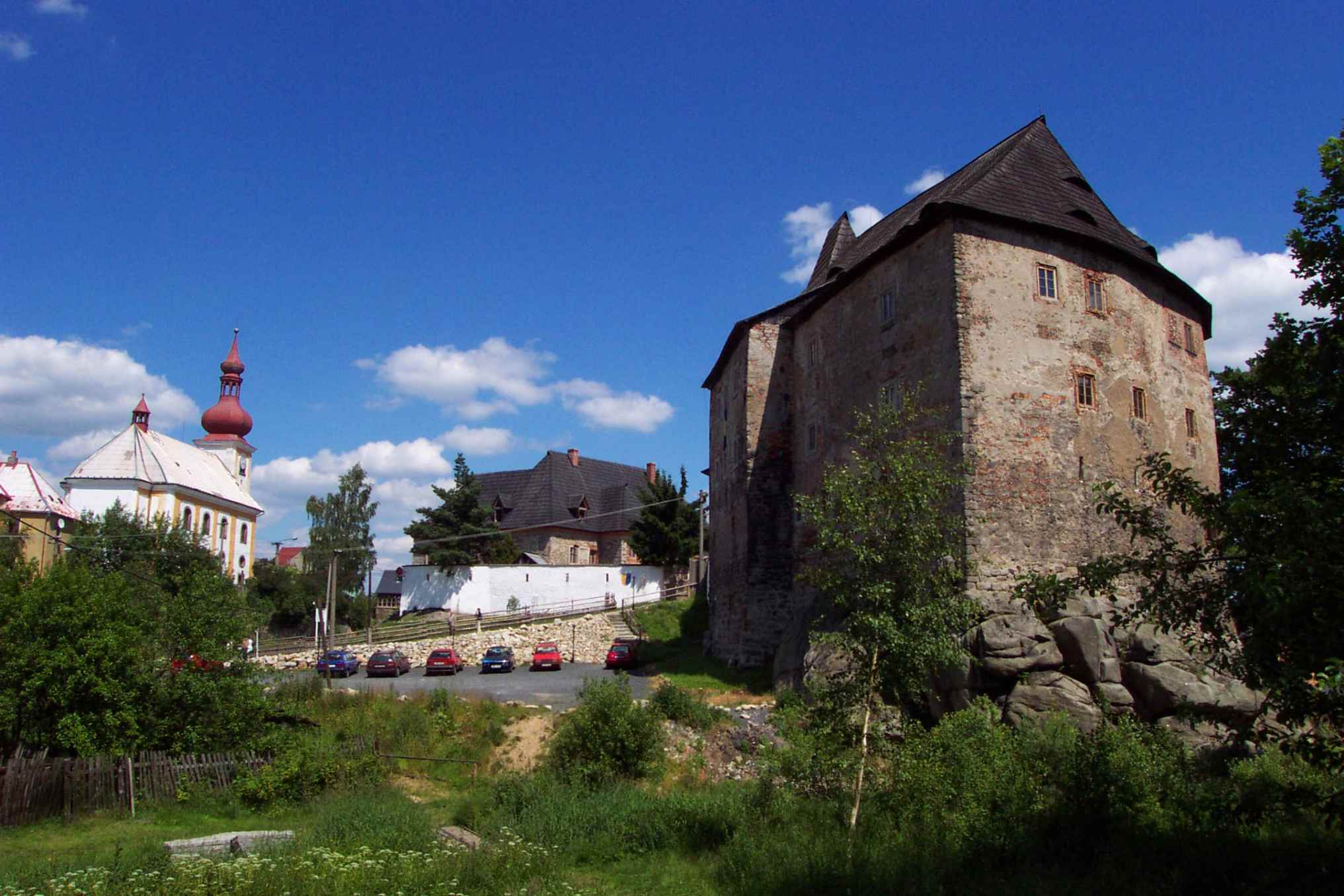
Burg Wildstein

## Geographie

### Geographische Lage
Skalná liegt sechs Kilometer nördlich von Františkovy Lázně im böhmischen Vogtland nahe der deutschen Grenze. Die Ortslage befindet sich am südwestlichen Rand des Elstergebirges und wird vom Sázek (Soosbach) durchflossen. Nördlich der Stadt beginnt der Naturpark Kamenné vrchy, südöstlich bei Vonšov und Kateřina liegt das als Naturreservat geschützte Moorgebiet Soos.
Nachbarorte sind Vojtanov im Westen, Velký Luh und Křižovatka im Nordosten, Nová Ves im Osten, sowie Vonšov und Starý Rybník im Süden.

### Gemeindegliederung
Die Gemeinde Skalná besteht aus den Ortsteilen:
- Kateřina (Katharinadorf)
- Skalná (Wildstein)
- Starý Rybník (Altenteich)
- Vonšov (Fonsau) und
- Zelená (Grün).[3]

Grundsiedlungseinheiten sind:
- Hájek (Soos)
- Kateřina
- Skalná
- Starý Rybník
- Suchá (Dürr)
- Velký Rybník (Großenteich) und
- Vonšov.[4]

Das Gemeindegebiet gliedert sich in die Katastralbezirke
- Skalná
- Starý Rybník
- Suchá u Skalné
- Velký Rybník u Skalné und
- Vonšov.[5]

### Nachbarorte
| Bad Brambach                    | Plesná (Fleißen)                            | Velký Luh (Großloh)    |
| Vojtanov (Voitersreuth)         | Kompassrose, die auf Nachbargemeinden zeigt | Křižovatka (Klinghart) |
| Františkovy Lázně (Franzensbad) | Třebeň (Trebendorf)                         |                        |

## Geschichte

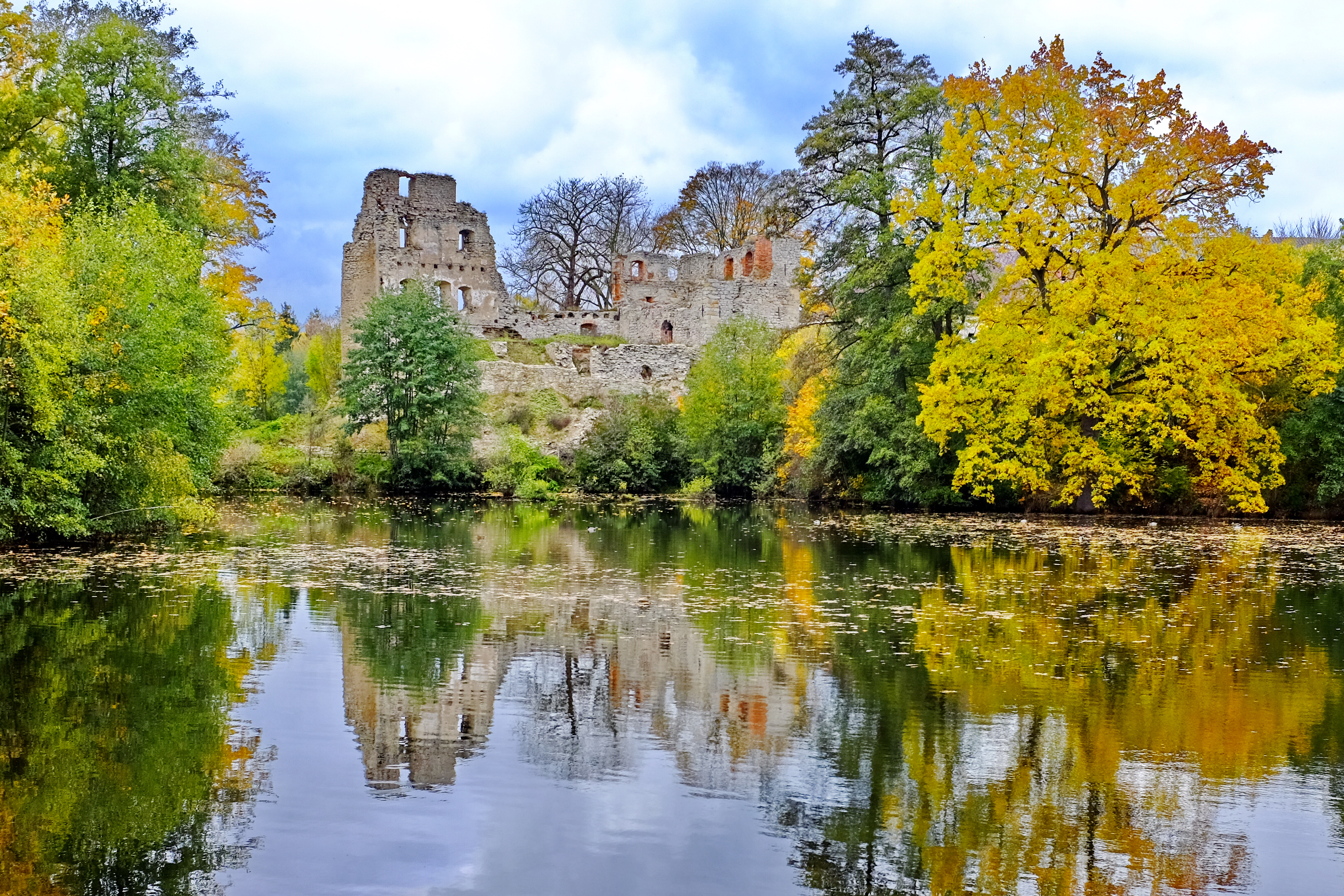
Die gotische Burgruine Altenteich in Starý Rybník auf einer Insel mitten im namengebenden Teich

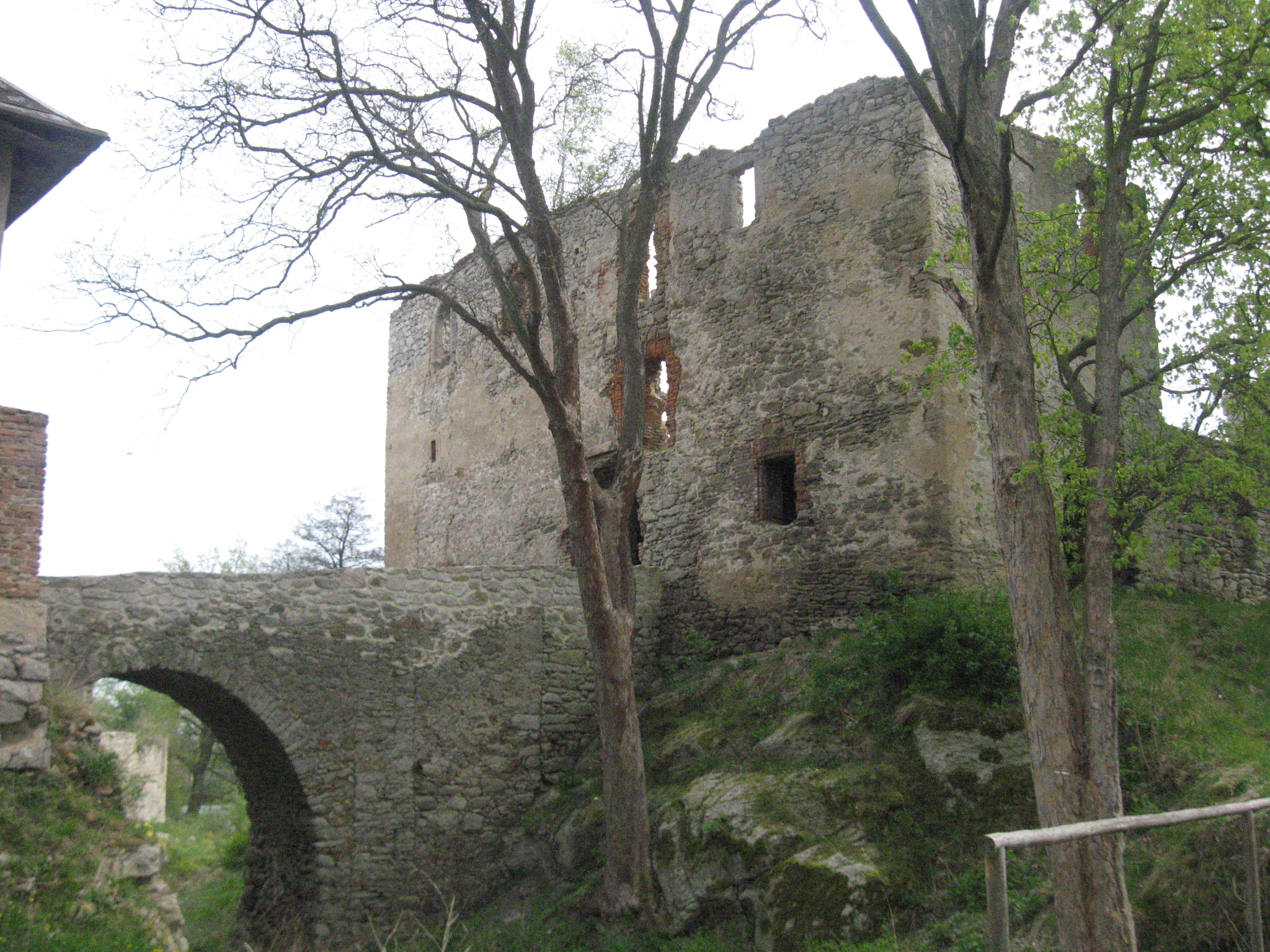
Toranlage der Burgruine Altenteich

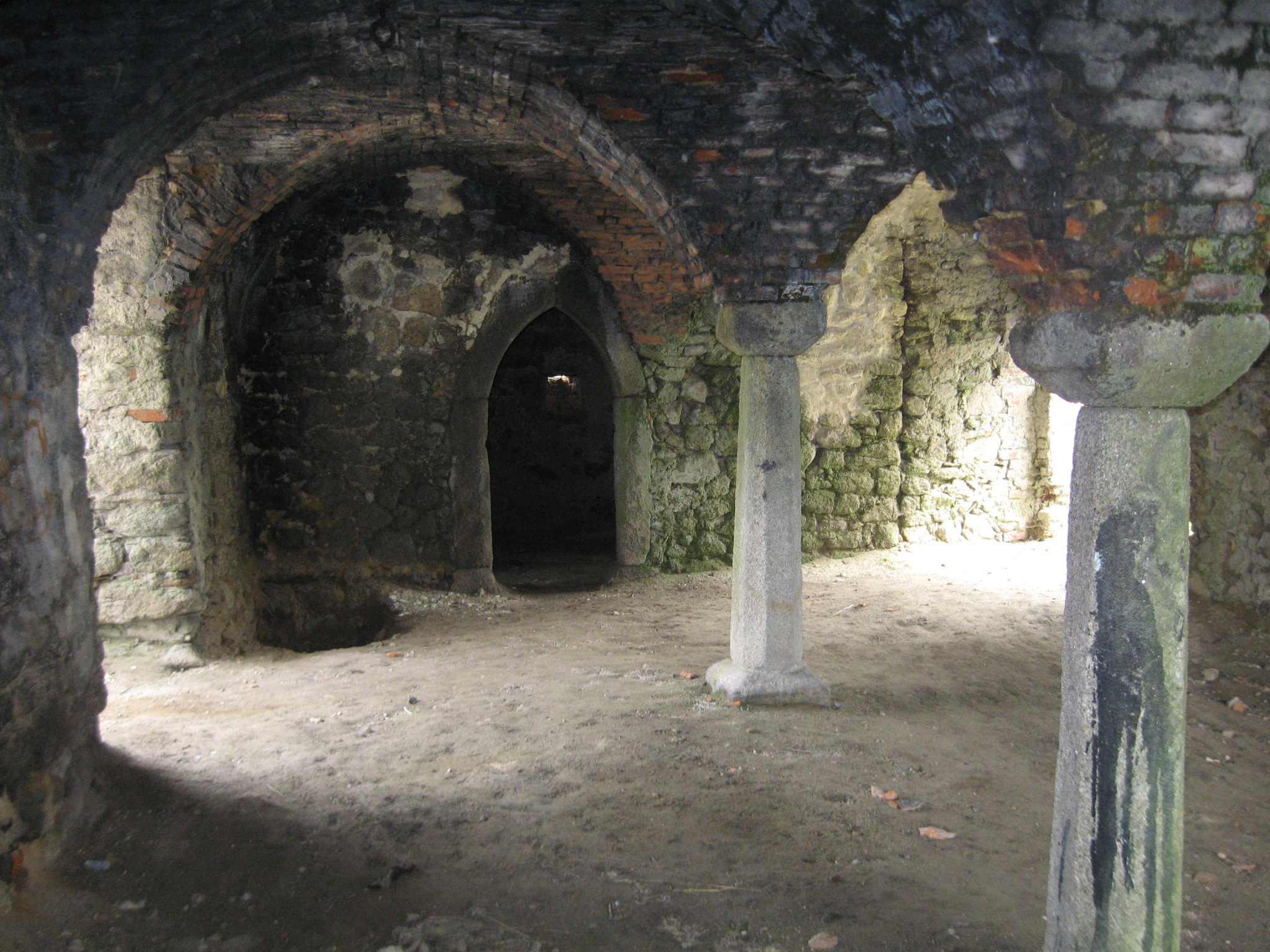
Gotische Halle in Burgruine Altenteich

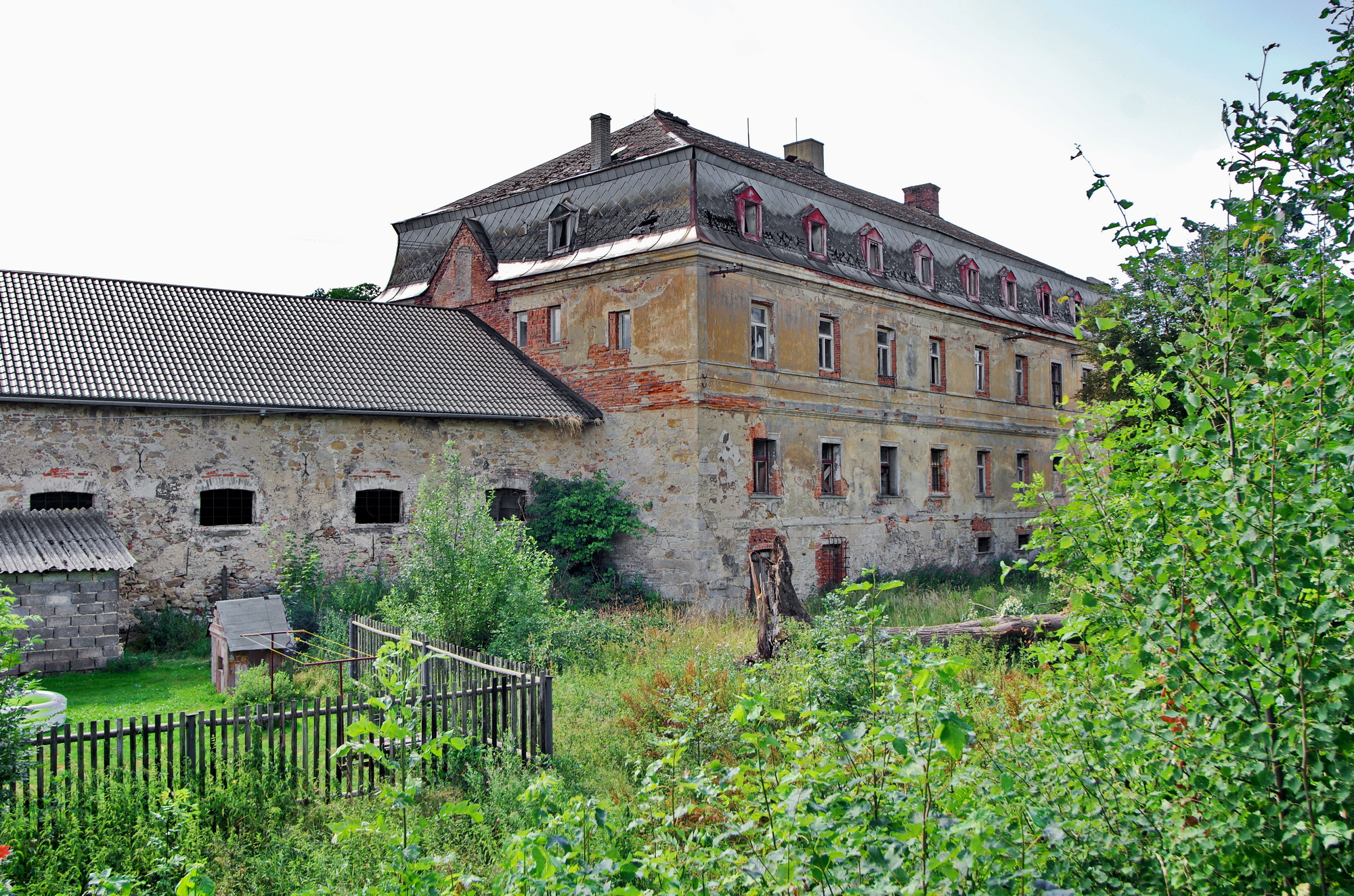
Schloss(ruine) Altenteich

Der Ursprung der heutigen Stadt ist die seit 1166 nachweisbare Burg Wildstein. Der Ort Wildstein wurde erstmals 1224 im Zusammenhang mit einem Kauf erwähnt, in dem der Abt Erhard für das Kloster Waldsassen den Zehnt von Gerold von Wildstein erwarb. 1225 wurde Albert Notthafft von Wildstein als Besitzer genannt. Zum Ende des 13. Jahrhunderts erwarb Johannes Rabe auf Mechelgrün den Besitz. In der Folgezeit waren die Adelsgeschlechter Ramsperg, Schlick, Wirsperg, Trautenberg, Helmfeld und Wolkenstein Herren von Wildstein.
Haupterwerbszweig war neben der Stickerei und Wirkerei sowie dem Geigenbau vor allem der Tonbergbau. Im 19. Jahrhundert wurde Wildstein Sitz des Gerichtsbezirks Wildstein; Sitz des Gerichtes war die Burg. In Wildstein entstanden zwei Ton- und Schamottewerke. 1865 wurde der Ort zum Marktflecken erhoben. Mit dem Bau der Lokalbahn Tirschnitz–Wildstein–Schönbach erhielt Wildstein im Jahre 1900 einen Eisenbahnanschluss. 1905 erhob Kaiser Franz Joseph I. Wildstein zur Stadt.
Nach dem Ersten Weltkrieg wurde Wildstein 1919 der neu geschaffenen Tschechoslowakei zugeschlagen.
Aufgrund des Münchner Abkommens kam der Ort 1938 zum Deutschen Reich und gehörte bis 1945 zum Landkreis Eger, Regierungsbezirk Eger, im Reichsgau Sudetenland.
1930 lebten in Wildstein einschließlich des Ortsteiles Grün 2255 Einwohner, überwiegend Deutschböhmen, die nach dem Zweiten Weltkrieg 1945 im Zuge der Vertreibung der Deutschen aus der Tschechoslowakei enteignet und zum Verlassen des Ortes gezwungen wurden.
Im Jahre 1950 erfolgte die Umbenennung der Stadt von Vildštejn in Skalná. Der an der Grenze liegende Ortsteil Velký Rybník (Großenteich) wurde in dieser Zeit abgerissen.

### Einwohnerentwicklung
Bis 1945 war Wildstein überwiegend von Deutschböhmen besiedelt, die vertrieben wurden.
| Jahr | Einwohner | Anmerkungen         |
| ---- | --------- | ------------------- |
| 1847 | 2525      | in 254 Häusern      |
| 1869 | 2300      |                     |
| 1880 | 2147      |                     |
| 1890 | 2068      |                     |
| 1900 | 2231      | deutsche Einwohner  |
| 1910 | 2442      |                     |
| 1921 | 2255      | davon 2201 Deutsche |
| 1930 | 3573      | [ 9 ]               |
| 1939 | 2452      | [ 9 ]               |

| Jahr      | 1950 | 1961 1 | 1970 1 | 1980 1 | 1991 1 | 2001 1 | 2011 1 |
| Einwohner | 1322 | 2043   | 1839   | 1708   | 1563   | 1670   | 1836   |

## Gemeindepartnerschaften
Seit 1. Juni 1991 besteht eine Partnerschaft zwischen Skalná und der Gemeinde Neusorg in Deutschland.

## Sehenswürdigkeiten
- Die aus dem 12. Jahrhundert stammende Burg Wildstein ist seit 2001 der Öffentlichkeit zugänglich, Restaurant, (kleines) Burgmuseum und Feuerwehrmuseum.
- Die Friedhofskapelle ist dem heiligen Sebastian geweiht und entstand im 14. Jahrhundert.
- Burgruine und Schloss(ruine) Altenteich (Starý Rybník)

## Wirtschaft
Bedeutendstes Unternehmen ist die Kemat Skalná, s.r.o., die seit 1999 zur Unternehmensgruppe Lasselsberger gehört und die Glassandlagerstätten östlich der Stadt abbaut.
Keramikindustrie
In der Umgebung von Wildstein (heute Skalná) wurde seit dem 18. Jahrhundert Ton und Sand abgebaut. Das 1991 gegründete Werk für keramische Rohstoffe KEMAT (Keramické Materiály Skalná) ist heute Teil der österreichischen Lasselsberger-Gruppe und betrieb mit der Werkbahn Kateřina eine der letzten tschechischen Feldbahnen in der keramischen Industrie. Es wurden Schmalspurlokomotiven der Baureihen BN30, BN30R, DNH-I-7-35 und DH30S eingesetzt. Die Strecke führte von der Grube Nová Ves über Werkstatt und Zwischenlager in Kateřina zur Aufbereitung in Vonšov und Nový Drahov. Teile der Strecke werden heute (2019) als Museumsbahn betrieben.

## Persönlichkeiten
- Sigmund von Birken (1626–1681), deutscher Dichter
- Martin Rössler (1898–1974), Grafiker und Bildschnitzer
- Ferdinand Schleicher (Dramatiker), Konzertmeister und Dramatiker
- Ferdinand Schleicher (1900–1957), Architekt und Hochschullehrer
- Franz Starauschek (1873–1904), Egerländer Mundartdichter
- Franz Grüllmayer, Egerländer Liederdichter und Musiker
- Mathias Heinicke (1873–1956), Geigenbauermeister
- Adam Kraft (Verleger) (1898–1976), Maler, Grafiker und Verleger
- Josef Zeidler (* 1906 in Wildstein), Ausbildung als Lehrer in Asch und zum Holzschnitzer, als deutscher Heimatvertriebener freischaffender Künstler volkstümlicher Werke, Vater des Ulf Zeidler (* 5. März 1936 in Aschowitz bei Marienbad), u. a. Leitender Mitarbeiter des Bundes für Naturschutz in Hammelburg-Diebach
- Václav Jiřík (* 1944), Historiker und Autor
- Pavel Nedvěd (* 1972), tschechischer Fußballspieler